# Константиновский, Иосиф Самсонович
Иосиф (Зося) Самсонович Константиновский (фр. Joseph Constant; 14 июля 1892, Яффо, Палестина — 3 октября 1969, Париж) — живописец, скульптор, писатель.

## Биография
Родился в 1892 году в Палестине. Детство провёл сначала в Одессе, потом — в Умани.
По собственному утверждению, в 1914 году поступил в Одесское художественное училище.
В 1918 году был участником Свободной мастерской А. Нюренберга, был соорганизатором Анонимного общества коллективного творчества. Состоял в должности комиссара по народно-художественному просвещению Одессы. Летом этого же года бывал в Москве и Петербурге.
Осенью 1919 года был в Елисаветграде, где во время еврейского погрома были убиты его отец и брат. В ноябре того же года эмигрировал в Палестину.
В 1920 году переехал в Каир, где руководил художественной студией.
В 1922 году путешествовал в Турцию и Румынию, затем перебрался в Париж.
С 1930 года параллельно с занятиями живописью создавал скульптуры — под псевдонимом Constant.
В 1944 — участник Сопротивления.
В 1962 открыл мастерскую в Рамат-Гане и до конца жизни работал в двух странах — Израиле и Франции.
Скончался в 1969 году. После его смерти в Рамат-Гане был открыт мемориальный музей «Бейт-Констант».

## Участие в выставках
- Выставка Общества независимых художников (1918).
- 1-я народная выставка (1919).
- Конкурс плакатов отдела Агитпропа (май 1919) — художник и член жюри.
- Салон Независимых (Париж, 1928—1931).
- Осенний салон(1928).
- Салон Тюильри (1932—1933).
- Парижские выставки русских художников (1931, 1945, 1961).
- Персональная выставка в галерее «Zak» (1930).
- Персональная выставка в галерее «Billiet» (1936).
- Персональная выставка (Каир — Александрия, 1937).
- Выставка в музее Герцлии (ноябрь 1989 — январь 1990).
- Выставка в музее Эйн-Харода (январь — март 1990).